# Кінопалац «Україна»
Кінопалац «Україна» — кінотеатр у Рівному на перетині вулиці Соборна та Міцкевича, найбільший та найстаріший кінотеатр у Рівному.

## Історія
Кінотеатр було засновано у 1967 році під назвою «Жовтень». збудований архітектором Миколою Рибніковим, нараховувала в собі одну залу на 305 місць.
У 1990 році кінотеатру змінили назву на «Україна».
У 1998 році кінотеатр був придбаний мережою кінотеатрів «Кінопалац».
В період з 2011—2012 рр. була проведена реконструкція кінотеатру
З 2012 року в кінотеатрі почали працювати три зали, а саме: «Парадиз» — налічує 377 місць, «Кінг» — налічує 36 місць та зала «Альфа» — налічує 302 місця.

## Назви
Протягом своєї історії кінотеатр змінював свою назву двічі: «Жовтень» (1967), Кінопалац «Україна» (з 1990).